# Scoglio del Catalano
Lo scoglio del Catalano, (Su Cadelanu in lingua sarda, detto anche "Il Saraceno" in italiano, in spagnolo Escollo del Catalán, in catalano algherese Escoll del Català).

## Geografia
Lo scoglio fa parte dell'Area marina protetta Penisola del Sinis - Isola Mal di Ventre, dista 5,3 miglia nautiche (10 chilometri) dalla costa centro occidentale dell'isola madre, la Sardegna, e si trova a 5,9 miglia nautiche (11 chilometri) a sud ovest dell'isola di Mal di Ventre, possiede un diametro di appena 700 metri e un'area inferiore a un ettaro, e si trova in una delle due zone "A" di riserva integrale delimitate da appositi segnali all'interno del cui perimetro è assolutamente vietata qualunque attività compreso il transito. Lo scoglio è da sempre disabitato, ma presenta sulla propria sommità i ruderi di un piccolo edificio di segnalazione.

## Geologia
Nonostante si collochi nella medesima dorsale dell'isola di Mal di Ventre, lo scoglio del Catalano risulta il prodotto di una orogenesi assai più recente, riferibile al Miocene. Da una visione aerea della formazione rocciosa risultano infatti evidenti, anche se parzialmente sommersi, i resti della cresta che costituiva la bocca di un cratere ormai spento. È costituito quasi prevalentemente di roccia basaltica nera, da cui il caratteristico colore che lo rende visibile a molte miglia di distanza e anche in condizioni di visibilità non ottimale, facilmente confondibile con la sagoma di una imbarcazione mercantile.

## Ambiente naturale
La sua superficie è ricoperta in più punti da uno strato di guano depositato da uccelli marini che qui nidificano e si nutrono di pesce delle acque che circondano lo scoglio (50 m. di profondità).
Forse anche a causa del guano, oltre che della salsedine marina e dell'impetuoso vento di maestrale, la vegetazione spontanea sullo scoglio è pressoché assente, limitata a qualche rara chenopodiacea e alla portulaca oleracea, che non tutti gli anni riescono a germogliare. Gli uccelli nidificanti sono solo il gabbiano reale e il marangone dal ciuffo, entrambi presenti con pochissime coppie. Nella stagione migratoria possono occasionalmente sostare specie diverse. Non sono presenti rettili terrestri e anche l'entomofauna è poco rappresentata.
Non è raro avvistare nelle acque che lo circondano, tartarughe marine e cetacei; fino a pochi decenni or sono veniva segnalata la presenza della foca monaca, ormai rarissima nel mar Mediterraneo e scomparsa anche da Cala Gonone e da Tavolara. Il tratto di mare circostante il Catalano è inoltre quello in cui, nel contesto sardo, è più facile osservare l'elusivo uccello delle tempeste, la cui nidificazione tuttavia non è mai stata provata nella zona.
Amministrativamente appartiene al comune di Cabras in provincia di Oristano.
Sull'isolotto non sono presenti costruzioni, fatta eccezione per i ruderi di un fanale automatico di supporto alla navigazione notturna, da diversi anni fuori uso. Deve il suo nome ai numerosi pescatori algheresi, di lingua catalana, che qui venivano a pescare aragoste e corallo e soggiornavano nella zona per lunghi periodi a bordo delle barche con base presso l'isola di Mal di Ventre.

## Storia e leggenda
Carlo De Mattia, scrittore di letteratura per giovani, assai noto negli anni cinquanta del secolo scorso, ambientò un interessante lungo racconto, Due studenti in vacanza (edito dal 1940 in poi), proprio nell'isolotto del Catalano, narrando una complessa storia, attinta da leggende locali, ricca di misteri, rebus, colpi di scena e notizie sullo scoglio.
Il suo vecchio nome era "Il Saraceno" (e in alcune mappe è ancora definito così), dal nome del Pirata rosso Ben Hassan (dal colore degli abiti che indossava), al servizio del sultano del Marocco Moulay Ismail che, verso la metà del Seicento, vi fece restaurare un castello che poi farà esplodere e radere al suolo per nascondere le ricchezze accumulate in imprese illecite, la sua tomba e il segreto della sua doppia vita.
Il piccolo ma sontuoso maniero era stato edificato nel Cinquecento dall'Hidalgo catalano Don Diego Hurtado de Gerona che era stato esiliato in Sardegna e, alla sua morte, fu trasmesso in eredità ad un'agiata famiglia di notabili di Oristano. L'attuale e più diffusa denominazione dello scoglio - Il Catalano - deriverebbe proprio da lui.
Il Pirata rosso, al fine di godere da solo i tesori razziati, uccise i componenti della ciurma del suo temuto veliero Simoun, tradì i voleri del sultano e, sotto falsa identità, trovò sicuro rifugio nell'isolotto solitario del golfo di Oristano, frequentato solo da pescatori. Si riteneva addirittura che il pirata in realtà fosse un rinnegato calabrese di nome Salvatore Lazzaro.
I protagonisti del racconto sono due cugini ventenni discendenti dal Pirata rosso che, dopo una serie di avventure, ritrovano il tesoro e il suo sepolcro. Le pagine sono altresì interessanti proprio per quelle particolareggiate informazioni, altrimenti dimenticate, che il De Mattia rintraccia e dà sull'isolotto de Su Cadelanu. Cadelano è, appunto, un cognome di origine aragonese, poco diffuso ma presente ancora oggi nel Campidano, appartenuto in origine a dei catalani, stabilitisi a Roma al seguito del papa Alessandro VI Borgia e giunti a Cagliari all'indomani della sua morte, nel 1503.